# Micromygale
Micromygale diblemma es una especie de araña migalomorfa de la familia Microstigmatidae. Es el único miembro del género monotípico Micromygale. Es originaria de Panamá.

## Descripción
El macho tiene una envergadura de 0.76 mm y la hembra de 0.81 mm.